# Élection présidentielle ukrainienne de 1999
L’élection présidentielle ukrainienne de 1999 ont eu lieu le 31 octobre et le 14 novembre 1999. Le président sortant, Leonid Koutchma, était candidat et est réélu au terme du second tour.

## Modalités

### Mode de scrutin
En vertu de la Constitution de l'Ukraine, le président est élu pour cinq ans au suffrage universel direct. La législation précise qu’il est élu au scrutin uninominal majoritaire à deux tours : si aucun candidat n’obtient la majorité des suffrages au premier tour, un second tour est organisé trois semaines plus tard entre les deux candidats arrivés en tête.

### Dates de l’élection
Le premier tour de l’élection présidentielle se tient le dernier dimanche du mois d'octobre de la cinquième année du mandat du président sortant. Toutefois, en cas de démission ou de destitution du président, une élection anticipée est organisée dans les 90 jours.

### Candidatures
Les candidats à l’élection présidentielle doivent être citoyens ukrainiens, âgés d’au moins 35 ans, résider dans le pays depuis au moins dix ans au jour du scrutin et maîtriser la langue ukrainienne.

## Résultats

### Premier tour
| Candidat            | Parti                                   | %     | Vote populaire |
| ------------------- | --------------------------------------- | ----- | -------------- |
| Leonid Koutchma     | Indépendant                             | 36,49 | 9 598 672      |
| Petro Symonenko     | Parti communiste d'Ukraine              | 22,24 | 5 849 077      |
| Oleksandr Moroz     | Parti socialiste d'Ukraine              | 11,29 | 2 969 896      |
| Nataliya Vitrenko   | Parti socialiste progressiste d'Ukraine | 10,97 | 2 886 972      |
| Ievhen Martchouk    | Indépendant                             | 8,13  | 2 138 356      |
| Yuriy Kostenko (en) | Indépendant                             | 2,17  | 570 623        |
| Hennadiy Udovenko   | Mouvement populaire d'Ukraine           | 1,22  | 319 778        |
| Reste               | -                                       | 1,81  | 477 019        |

### Second tour
| Candidat        | Parti                      | %     | Vote populaire |
| --------------- | -------------------------- | ----- | -------------- |
| Leonid Koutchma | Indépendant                | 56,25 | 15 870 722     |
| Petro Symonenko | Parti communiste d'Ukraine | 37,80 | 10 665 420     |
| Reste           | -                          | 3,44  | 970 181        |